# Turmus Ayya
Turmus Ayya, en arabe : ترمسعيّا, est une municipalité du gouvernorat de Ramallah et Al-Bireh en Palestine. Elle est située à 22 km au nord-est de Ramallah et au centre de la Cisjordanie.
Selon le recensement du bureau central palestinien des statistiques, la localité compte une population de 2 464 habitants en 2017. Elle a la particularité d’être habitée par 70 % de Palestiniens ayant la nationalité américaine, ayant fait fortune aux États-Unis et revenus au pays pour résister à l’occupation israélienne. 

## Conflit israélo-palestinien
La municipalité est victime des attaques de colons israéliens en 2024 et 2025, des maisons ayant été incendiées.
Le 6 avril 2025, un garçon de 14 ans est tué par des soldats israéliens. Deux autres adolescents sont blessés par balles, dont l'un grièvement. L'armée israélienne revendique avoir tiré sur des « terroristes qui jetaient des pierres ».